# Чернак, Роланд
Роланд Чернак (словац. Roland Černák) — словацкий футболист, нападающий клуба «ДАК 1904».

## Карьера
Роланд Чернак начинал заниматься футболом в своём родном городе Требишов. Чернак, сыграл первый матч 18 августа 2013 года, в матче против «Одева» Липани. Дебют Чернака состоялся в возрасте 16 лет и 27 дней. В своём первом сезоне за «Славой» Требишов сыграл 15 матчей и забил 3 года.
10 июля 2014 года, Роланд Чернак заключил трёхлетний контракт с клубом «ДАК 1904». Первый матч Роланд Чернак в фортуне-лига сыграл 26 июля 2014 года в матче против «Ружомберока».
В сезоне 2017/18 Чернак был отдан в аренду в «Татран Прешов». Роланд Чернак в 16 матчах проведённых за «Татран» (Прешов) забил 7 голов.